# Khaan
Khaan mckennai
Genre
Espèce
Khaan est un genre éteint de dinosaures de la famille des Oviraptoridae, dont les restes fossiles ont été trouvés dans la Formation de Djadokhta en Mongolie. Il a vécu pendant le Crétacé supérieur (Campanien), il y a environ 75 millions d'années.
Une seule espèce est rattachée au genre, Khaan mckennai, décrite par James M. Clark (d), Mark Norell et Rinchen Barsbold en 2001.
Le terme khaan signifie empereur en mongol khalkha.